# فتاة يهودية من شنغهاي

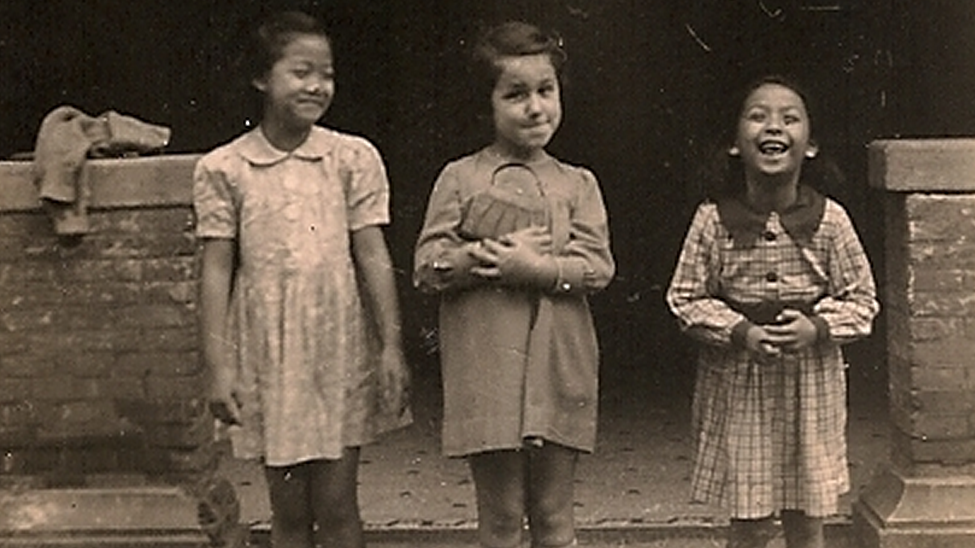
صورة حقيقية لفتاة يهودية (التي في المنتصف) في شنغهاي. الصورة من متحف شنغهاي للاجئين اليهود.

فتاة يهودية من شنغهاي (بالصينية: 猶太女孩在上海)، هو فيلم أنمي عائلي صيني أنتجه وو لين في عام 2010، بناءاً على روايته المصورة التي تحمل نفس الاسم. أخرج العمل كلا من وانج جينفا وزانج زينهو، وقام باداء الأصوات سوي جاي، زاو جينج وما شاوهو.ِ 1
حدثت احداث هذه القصة في شنغهاي غيتو والمنطقة التي حولها، في الجزء الذي كانت تحتله اليابان خلال الحرب العالمية الثانية. يسرد الفيلم قصة ثلاثة أطفال وهم رينا وأخيها الأصغر اللذان هربا من أوروبا بدون أبويهما. وقد قابل الأخوين ولد صيني يدعى ايه-جن وساعدهما على البقاء على قيد الحياة. تكونت علاقة صداقة قوية بين الثلاثة، وشهدوا سويا اجتياح جيش اليابان الإمبراطوري وحلفائهم النازيين للمدينة.

## جوائز وتقييمات
حصل الفيلم على تقييم صيني وعالمي جيد، ورشح لجوائز في الصين إسرائيل وأعتبر خطوة جيدة في طريق تحسين العلاقات الصينية الإسرائيلية خاصة، وعامة بتحسين العلاقات الصينية الثنائية مع يهود العالم. كما أعتبر أول فيلم صيني يشير للهولوكوست.

## روابط خارجية
- فتاة يهودية من شنغهاي على موقع IMDb (الإنجليزية)
- فتاة يهودية من شنغهاي على موقع روتن توميتوز (الإنجليزية)
- فتاة يهودية من شنغهاي على موقع أول موفي (الإنجليزية)
- فتاة يهودية من شنغهاي على موقع قاعدة بيانات الفيلم (الإنجليزية)
- فتاة يهودية من شنغهاي على موقع ليتربوكسد (الإنجليزية)